# Manuel Cavalcanti Proença
Manuel Cavalcanti Proença (Cuiabá, 1905 —- Rio de Janeiro, 1966) foi um romancista e crítico de literatura brasileira. Escreveu ensaios ou livros sobre, entre outros, Augusto dos Anjos, Mário de Andrade e Guimarães Rosa. Em seu romance Manuscrito holandês ou a peleja do caboclo  Mitavaí com o monstro Macobeba, revela grande influência destes dois últimos.
Seu livro Roteiro de Macunaíma é considerado um clássico e uma das principais referências críticas sobre a famosa obra de Mário de Andrade.

## Lista de obras
- Ribeira do São Francisco (1944)
- Roteiro de Macunaíma (1950)
- Uniforme de Gala (1953)
- Ritmo e Poesia (1955)
- Nove Anos de Praça (1956)
- No Termo de Cuiabá (1958) - Instituto Nacional do Livro (RJ)[3]
- Trilhas no Grande Sertão (1958)
- Augusto dos Anjos e outros Ensaios (1958)
- Manuscrito Holandês (1959)
- Rio de toda Gente (1962)
- Literatura Popular em Verso (1964)
- Mangueira (1965)
- José de Alencar na Literatura Brasileira (1966)
- O Alferes (1967)